# Stenagallia sagittaria
Stenagallia sagittaria är en insektsart som beskrevs av Evans 1957. Stenagallia sagittaria ingår i släktet Stenagallia och familjen dvärgstritar. Inga underarter finns listade i Catalogue of Life.